# 斯坦顿 (加利福尼亚州)
斯坦顿（英語：Stanton），是美国加利福尼亚州橙县下属的一座城市。建市于1956年6月4日，面积大约为3.15平方英里（8.2平方公里）。根据2010年美国人口普查，该市有人口38,186人。